# Archidiocèse de Port-d'Espagne
L'archidiocèse de Port-d'Espagne (en latin : archidioecesis Portus Hispaniae ; en anglais : archdiocese of Port of Spain) est une église particulière de l'Église catholique. Il est membre de la Conférence épiscopale des Antilles.

## Territoire
L'archidiocèse couvre l'intégralité du territoire de Trinité-et-Tobago.

## Suffragants et province ecclésiastique
Siège métropolitain, l'archidiocèse a pour suffragants les cinq diocèses : celui de Bridgetown, de Georgetown, de Kingstown, de Paramaribo et de Willemstad.

## Histoire
Le 23 février 1818, le vicariat apostolique de Trinité est érigé, à partir du diocèse de Santo Tomás de Guayana.
La 10 janvier 1837, son territoire est réduit par l'érection du vicariat apostolique de Jamaïque.
Le 30 avril 1850, le vicariat de Trinité est élevé au rang d'archidiocèse métropolitain de Port-d'Espagne. Son territoire est réduit par l'érection du diocèse de Roseau.
Le 20 février 1956, le territoire de l'archidiocèse est réduit par l'érection du diocèse de Saint-Georges en Grenade .

## Cathédrales
La cathédrale de Port-d'Espagne, dédiée à l'Immaculée Conception de Marie, est la cathédrale de l'archidiocèse. Elle est une basilique mineure depuis 1851.
La cathédrale de Saint-Joseph est une ancienne cathédrale.
Depuis le 15 août 2012, l'église de San Fernando, dédiée à Notre-Dame, est la pro-cathédrale de l'archidiocèse.

## Ordinaires

### Vicaires apostoliques de Trinidad
- Thomas Gillow (nommé le 17 mars 1818, sa nomination ne fut jamais effective)
- James Buckley (6 mars 1819 - †26 mars 1828)
- Daniel McDonnell  (23 décembre 1828 - †26 octobre 1844)
- Richard Patrick Smith (26 octobre 1844 - †30 avril 1850)

### Archevêques de Port-d'Espagne
- Richard Patrick Smith (30 avril 1850 - †6 mai 1852)
- Vincenzo Spaccapietra, C.M. † (17 avril 1855 - 24 juillet 1859)
- Ferdinand English (28 septembre 1860 - †19 septembre 1862)
- Joachim-Hyacinthe Gonin, O.P.  (2 juin 1863 - †8 mars 1889)
- Patrick Vincent Flood, O.P.  (8 mars 1889 - †17 mai 1907)
- John Pius Dowling, O.P.  (13 février 1909 - †6 juin 1940)
- Patrick Finbar Ryan,O.P.  (6 juin 1940 - 24 mai 1966)
- Gordon Anthony Pantin, C.S.Sp.  (29 novembre 1967 - †12 mars 2000)
- Edward Joseph Gilbert, C.SS.R. (13 mars 2001 - 26 décembre 2011)
- Joseph Everard Harris,C.S.Sp. (26 décembre 2011 - 19 octobre 2017)
- Charles Jason Gordon (depuis le 19 octobre 2017 )